# メットガラ ドレスをまとった美術館
『メットガラ ドレスをまとった美術館』（原題：The First Monday in May）は、メトロポリタン美術館にて開催されたアナ・ウィンター主催のファッションイベント「メッドガラ」に密着したアメリカのドキュメンタリー映画。監督は、アンドリュー・ロッシ（英語: Andrew_Rossi）。2017年に日本公開。

## 概略
毎年ニューヨークのメトロポリタン美術館で開催されるファッションイベント「メットガラ」の舞台裏を描いたドキュメンタリーである。特に、2015年に開催された企画展「鏡の中の中国（英語: China: Through the Looking Glass）」を中心に、イベントの準備や運営の過程が追われている。
本企画展は、ファッション誌VOGUEUS版の編集長であり、メトロポリタン美術館の理事も務めるアナ・ウィンターが主催し、キュレーターのアンドリュー・ボルトンと協力して企画された。ファッションと中国文化をテーマに、東洋と西洋、伝統と革新を融合させた壮大な展示が展開された。
映画では、展示内容の選定や演出方法、セレブリティを招いたガラの準備など、イベントに関わるさまざまな側面が描かれている。さらに、キュレーターやスタッフが直面した課題や、展示がどのようにして形作られ、最終的に完成に至るかが詳述される。結果として、この企画展は80万人以上の来場者を記録し、メトロポリタン美術館の歴史の中でも大成功を収めた。

## 出演者
- アナ・ウィンター
- アンドリュー・ボルトン（英語: Andrew_Bolton_(curator)）
- ウォン・カーウァイ
- ジャン=ポール・ゴルチエ
- カール・ラガーフェルド
- バス・ラーマン
- リアーナ
- ジャスティン・ビーバー
- レディ・ガガ
- ビヨンセ
- マドンナ
- ジョージ・クルーニ
- アン・ハサウェイ
- ジュリアン・ムーア

## スタッフ
- 監督：アンドリュー・ロッシ（英語: Andrew_Rossi）
- 編集：チャド・ベック、アンドリュー・コフマン
- 撮影：アンドリュー・ロッシ（英語: Andrew_Rossi）、ブライアン・サーキネン
- 音楽 : イアン・ハルトクイスト、ソフィア・ハルトクイスト [2]